# Opéra cantonais
Ne doit pas être confondu avec son homonyme l'opéra de Shaoxing, ou Yueju, qui s'en distingue par l'écriture en caractères chinois.
L'opéra cantonais (chinois simplifié : 粤剧 ; chinois traditionnel : 粤劇 ; pinyin yuèjù) ou Yueju est une des formes majeures d'opéra chinois, répandu à Canton et dans la province du Guangdong, à Hong Kong et Macao et dans beaucoup de communautés de chinois d'outre-mer.
« L’opéra Yueju » a été inscrit en 2009 par l'Unesco sur la liste représentative du patrimoine culturel immatériel de l’humanité.

## Caractéristiques

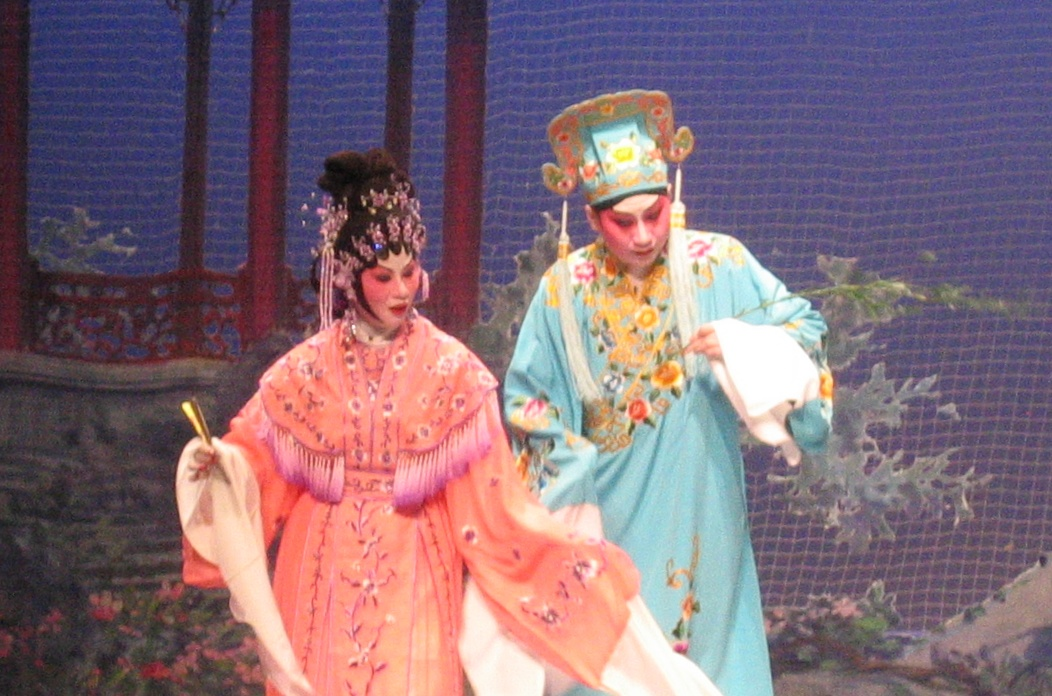
Deux chanteurs d'opéra cantonais.

L’opéra Yueju actuel est principalement joué dans les régions de langue cantonaise, les provinces de Guangdong et Guangxi dans le sud-est de la Chine continentale et à Hong Kong et Macao. Il sert également de lien culturel aux locuteurs du cantonais, à l’intérieur et à l'extérieur de la Chine.

## Musique

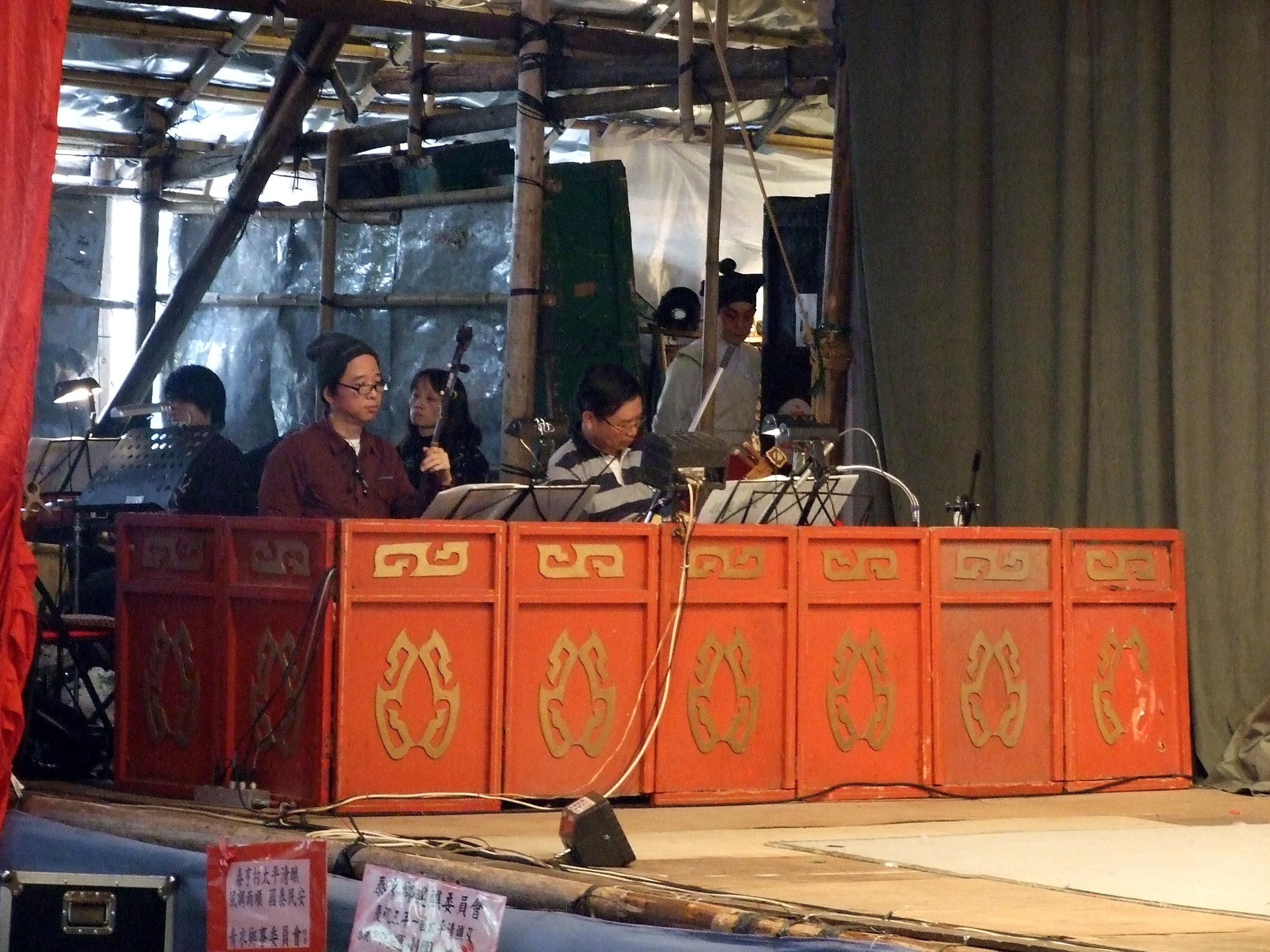
Groupe de musiciens d'opéra cantonais.

Dans l’opéra cantonais, le chant est plus important que la musique. Des instruments traditionnels chinois sont joués par l'orchestre : erhu, yangqin, pipa, flûte et percussions. Des instruments occidentaux sont aussi utilisés par l'opéra cantonais contemporain, comme le violoncelle, le saxophone et même le violon qui remplace parfois l'erhu.

## Répertoire
Le Yueju comprend de 5 000 à 6 000 pièces traditionnelles d'un grand nombre de genres comprenant des histoires romantiques, des récits historiques, des histoires de fantômes, des enseignements moraux, des fables pseudo-religieuses ou des épopées héroïques.

## Styles de jeu
L’opéra Yueju comprend également des acrobaties et des combats avec armes réelles inspirés des arts martiaux Shaolin.